# 30 Days in Atlanta
30 Days in Atlanta es una película de comedia romántica nigeriana de 2014 producida por Ayo Makun y dirigida por Robert Peters. Fue rodada en locaciones de Lagos y Atlanta. Se estrenó el 31 de octubre de 2014. Fue declarada la película más taquillera de todos los tiempos en los cines nigerianos en 2015, aunque con una recepción crítica con tendencia de mixta a negativa.

## Sinopsis
En la ciudad de Lagos, los nigerianos de Warri, Akpos (Ayo Makun), un joven impulsivo pero divertido y su primo más reservado y erudito, Richard (Ramsey Nouah), están invitados a una fiesta de exhibición de bienes raíces de lujo patrocinada por el empresario y corredor de bienes raíces Johnson Adetola Briggs (Majid Michel) con su esposa (Juliet Ibrahim) en la nueva finca Lekki Gardens, Lagos. Akpos gana inesperadamente un viaje de 30 días a Atlanta, EE. UU. para dos. Entonces decide ir con su primo al viaje.
Al llegar al aeropuerto de Atlanta, reconocieron a un político nigeriano e intercambiaron saludos. Mientras pasea desde su residencia temporal, Akpos experimenta su primer choque cultural, un niño estadounidense rechaza persistentemente la instrucción de su madre sin ser castigado por ello. Comparan el escenario con sus homólogos en casa y Akpos se enfrenta al niño en presencia de su madre, quien lo reprende después.
Experimenta algunas peculiaridades más sobre la cultura estadounidense. Van a una búsqueda de talentos de baile musical al aire libre. Después de ver una serie de artistas, decide aceptar un desafío y mostrar su peculiar estilo de baile con la música de su elección para diversión del público. Más tarde obtienen un convertible blanco de una agencia de automóviles y Richards convence a Akpos sobre el modo de operaciones de la agencia en el país. Al conducir a un restaurante con gasolinera, se encuentran con un amigo, Okiemute (Desmond Elliot). En medio de sus emocionados saludos, Okiemute los invita a ambos a comer en el restaurante, mientras que Akpos experimenta otro choque cultural cuando ve a una dama pagando la cuenta de su cita. También se sorprende al escuchar que algunos clientes descontentos se quejan del servicio del restaurante. Al ver a una hermosa dama, Kimberly (Karlie Redd), Akpos revela su intención de salir con ella, pero Okiemute le advierte sobre su estricto padre.
Conducen hasta la hermosa residencia de un amigo nigeriano en la diáspora, el tío Wilson (Kesse Jabiri), donde son recibidos por su esposa  (Vivica A. Fox), quien reconoce instantáneamente su acento. Experimentan otro choque cultural cuando ven a Wilson desempeñando roles femeninos africanos tradicionales (preparación de alimentos, cuidado de niños, limpieza, etc.) mientras su esposa le da instrucciones. Akpos, ansioso por mostrar sus sentimientos, intenta enfrentarse a Wilson, pero Richard lo frena. Después de narrar su historia de amor, Akpos tiene la opinión sesgada de que Wilson está bajo el hechizo de su esposa e intenta convencerlo de que la "dominación" de su esposa es anormal. 
Richard decide visitar el restaurante nuevamente para esperar a Kimberly, pero Akpos aparece inesperadamente. Él persuade a Richard de que lo apoyará en su cita. Después de pedir comida, toma la iniciativa y le señala a Kimberly cuando llega. Sin saber que eran visitantes y no residentes, Kimberly menciona el comentario de Akpos en la conferencia y el interés de su padre por conocerlo y posiblemente involucrarlo en un contrato de comedia stand-up. Richard intenta desalentar el trámite pero Akpos mantiene interés y solicita más información sobre el aspecto remunerativo del contrato propuesto, a pesar de saber que es una violación a su visa trabajar durante su visita. Después de que se otorga el contrato y Akpos comienza a trabajar en el restaurante, se lo cuenta a Richard, quien le advierte que es ilegal trabajar y que podría ser arrestado si lo descubren. Sin dejarse intimidar por los riesgos, se niega a dejar el trabajo.

## Reparto
| Actor               | Personaje                                 |
| ------------------- | ----------------------------------------- |
| Ayo Makun           | Akpors                                    |
| Ramsey Nouah        | Richard                                   |
| Richard Mofe Damijo | Odiye                                     |
| Desmond Elliot      | Okiemute                                  |
| Kesse Jabari        | Wilson                                    |
| Vivica A. Fox       | esposa de Wilson                          |
| Lynn Whitfield      | la abogada de inmigración de Odiye, Clara |
| Karlie Redd         | Kimberly                                  |
| Majid Michel        | Adetola Briggs                            |
| Omoni Oboli         |                                           |
| Rachel Oniga        | la madre de Richard                       |
| Mercy Johnson       | Esse                                      |
| Juliet Ibrahim      | esposa de Adetola                         |
| Ifedayo Olarinde    | Freeze                                    |

## Recepción

### Recepción de la crítica
Aunque fue bien recibida por el público en general, recibió críticas que iban de mixtas a negativas. La mayoría de los críticos señalan que la comedia de la película está llena de clichés y estereotipos, y que parece una nueva versión de Osuofia en Londres (2003), parte de la franquicia de Jenifa o un híbrido de ambas.
Nollywood Reinvented le confirió una calificación del 24%, comentando: "Durante la película, aproximadamente 2 horas, hubo una broma competente en cada parte al menos la primera hora y media. Pero ahí es donde comienza y termina su grandeza. Apenas hay originalidad o intento de hacerlo menos predecible". The Daily Independent comentó que la comedia estaba llena de clichés y estereotipos, pero que finalmente surge una historia adecuada. Concluyendo que "él [Ayo Makun] ha enviado un fuerte mensaje con este esfuerzo de que se puede hacer una película de comedia de buena calidad". Wilfred Okiche de YNaija citó que la película tiene "errores de filmación y fallas de producción", pero admite que es divertida. Dice que Ayo Makun no es "un actor completo", que la película es un híbrido de Osuofia en Londres (2003) y El regreso de Jenifa (2011), y concluye: "... no hay una trama única y continua, sino una serie de bocetos y sucesos improvisados para hacer una película. El ritmo se mueve con brisa [sic]   suficiente como para ocultar la falta de una historia sustancial, pero hace poco para ocultar la deficiencia con continuidad ya que las escenas simplemente chocan ruidosamente entre sí. Los chistes son de oro, aunque, como era de esperar, solo fallan cuando los intentos de AY se mantienen. 30 Days in Atlanta es divertida, pero está mal hecha".

### Taquilla
30 Days in Atlanta rompió todos los récords de taquilla de 2014.

## Premios
Recibió 10 nominaciones en los premios Golden Icons Academy Movie Awards 2014 .